# Faktor III
Tkáňový faktor (TF), také nazývaný faktor III nebo znak CD142 je glykoprotein přítomný v subendoteliální tkáni, trombocytech, a leukocytech. Je nezbytný pro zahájení přeměny protrombinu na aktivní trombin. Někdy je ještě nepřesně označován jako tromboplastin. V minulosti se tromboplastin, jako laboratorní reagencie (obvykle získaná z placent), začal používat pro test PT, tj. protrombinový čas, ve kterém tromboplastin aktivuje vnější koagulační cestu. Po úpravách v laboratoři se dal získat jeho derivát – částečný tromboplastin, který se používal ke sledování vnitřní koagulační cesty. Tento test se nazývá aPTT, tj. aktivovaný částečný tromboplastinový čas (activated partial thromboplastin time). O něco málo později byly identifikovány složky tromboplastinu a částečného tromboplastinu. Tromboplastin obsahuje fosfolipidy a tkáňový faktor – a obě tyto složky jsou nutné k aktivaci vnější cesty. Avšak částečný tromboplastin obsahuje fosfolipidy, ale ne tkáňový faktor. Tkáňový faktor není potřeba k aktivaci vnitřní cesty.

## Umístění
TF je exprimován na buňkách, které nejsou obvykle v kontaktu s cirkulující krví, jako jsou subendoteliální buňky (např. buňky hladké svaloviny) a buňky obklopující krevní cévy (např. fibroblasty). To se může změnit, když je krevní céva poškozena např. zraněním nebo prasknutím aterosklerotického plaku. Poté se na povrchu buněk vytváří komplexy TF a faktoru VII a za přítomnosti vápenatých iontů na buněčné membráně vzniká aktivní F VIIa.
Vnitřní povrch krevních cév tvoří endoteliální buňky, které neexprimují TF s výjimkou případu, kdy na ně působí "zánětlivé" molekuly jako je tumor necrosis factor-alpha (TNF-alpha). Další buňky, které exprimují na svém povrchu TF za podmínek zánětu, jsou monocyty.

## Struktura
Protein je tvořen ze tří domén:
- 1. Extracelulární doména (umístěna vně buňky), která váže faktor VIIa. (Faktor VIIa je protein, který se skládá z několika domén. Jedna z nich, karboxylovaná GLA doména, se váže za přítomnosti vápenatých iontů na negativně nabité fosfolipidové membrány. Vazba VIIa na negativně nabité fosfolipidy výrazně zesiluje protein-proteinovou vazbu VIIa na TF.)

- 2. transmembránová doména (protíná hydrofobní membránu)

- 3. cytoplazmatická doména o délce 21 aminokyselin uvnitř buňky, která se účastní signální funkce TF.

## Funkce
TF umožňuje buňkám zahájit koagulační kaskádu tím, že funguje jako receptor s vysokou afinitou pro koagulační faktor VII.

Výsledný komplex má katalytické vlastnosti (aktivovaný faktor VIIa je serinová proteáza) a pomocí specifické částečné proteolýzy aktivuje faktor X.
Faktor VII a TF společně začínají vnější (extrinsic) koagulační cestu. To je opak vnitřní (intrinsic) cesty, která zahrnuje aktivovaný faktor IX a faktor VIII. Obě cesty vedou k aktivaci společné cesty (common pathway) s faktorem X, který za účasti aktivovaného faktoru V, vápenatých iontů a fosfolipidů přeměňuje protrombin na trombin (tromboplastinová aktivita).
Na rozdíl od ostatních faktorů, které v plazmě cirkulují v neaktivní formě, je tkáňový faktor ihned aktivní a je plně funkční, pokud je exprimován na povrchu buněk.
TF je jediný protein v koagulační kaskádě, u kterého ještě nebyl popsán vrozený deficit.

Kromě tkáňového faktoru vázaného na membránu byla také zjištěna rozpustná forma tkáňového faktoru, která pochází z alternativního sestřižení mRNA transkriptu pro TF, ve kterém chybí exon 5 a exon 4 je sestřižen přímo k exonu 6.

The coagulation cascade.

## Cytokinový receptor
TF je příbuzný rodině proteinů známé jako “cytokine receptor class II family”. Zástupce této skupiny receptorů aktivují cytokiny. Cytokiny jsou malé proteiny, které mohou ovlivnit chování leukocytů. V případě vazby VIIa na TF bylo také zjištěno, že spouští signální proces uvnitř buňky. Signální funkce komplexu TF/VIIa má význam v angiogenezi
 a apoptóze.